# Wings Pierre-Louis
Wings Pierre-Louis (25 giugno 1985) è un calciatore haitiano, portiere del Mirebalais.

## Carriera

### Nazionale
Ha debuttato in Nazionale il 24 marzo 2010, in Martinica-Haiti (0-0) sostituendo, al minuto 84, Peterson Occénat. Ha partecipato, seppur senza collezionare alcuna presenza, alla Gold Cup 2009. Ha collezionato, con la maglia della Nazionale, una presenza.

## Statistiche

### Cronologia presenze e reti in Nazionale
| Cronologia completa delle presenze e delle reti in nazionale ― Haiti | Cronologia completa delle presenze e delle reti in nazionale ― Haiti | Cronologia completa delle presenze e delle reti in nazionale ― Haiti | Cronologia completa delle presenze e delle reti in nazionale ― Haiti | Cronologia completa delle presenze e delle reti in nazionale ― Haiti | Cronologia completa delle presenze e delle reti in nazionale ― Haiti | Cronologia completa delle presenze e delle reti in nazionale ― Haiti | Cronologia completa delle presenze e delle reti in nazionale ― Haiti |
| Data                                                                 | Città                                                                | In casa                                                              | Risultato                                                            | Ospiti                                                               | Competizione                                                         | Reti                                                                 | Note                                                                 |
| -------------------------------------------------------------------- | -------------------------------------------------------------------- | -------------------------------------------------------------------- | -------------------------------------------------------------------- | -------------------------------------------------------------------- | -------------------------------------------------------------------- | -------------------------------------------------------------------- | -------------------------------------------------------------------- |
| 24-3-2010                                                            | Fort-de-France                                                       | Martinica                                                            | 0 – 0                                                                | Haiti                                                                | Amichevole                                                           | -0                                                                   | 84’                                                                  |
| Totale                                                               |                                                                      | Presenze                                                             | 1                                                                    |                                                                      | Reti                                                                 | -0                                                                   |                                                                      |